# Copa del Món de Futbol de 1950
La Copa del Món de Futbol 1950 va ser la quarta edició de la Copa del Món de Futbol i es va disputar al Brasil l'any 1950. La competició es jugà entre el 13 de juliol i el 30 de juliol de 1950 i Uruguai en fou campió després de derrotar el Brasil a l'últim partit per 2 a 1.
Fou la primera edició després de la Segona Guerra Mundial, ja que s'havien suspès les edicions de 1942 i 1946. El Mundial retornà a Sud-amèrica, vint anys després de l'edició d'Uruguai 1930.

## Antecedents
Per commemorar el vint-i-cinquè aniversari de la presidència de la FIFA del francès Jules Rimet la Copa del Món fou rebatejada amb el nom de Copa Jules Rimet.
La competició va estar marcada pel tràgic accident que patí el Torino FC, el 4 de maig de 1949, quan s'estavellà l'avió on viatjaven a la muntanya de Superga. Això causà la mort de la majoria dels integrants del millor equip italià del moment, i com a conseqüència, de la selecció italiana de futbol, que viatjà al Brasil molt disminuïda.

## Seus
Sis ciutats foren seu del torneig:
| Rio de Janeiro                                                  | São Paulo                                                  | Belo Horizonte                                              |
| --------------------------------------------------------------- | ---------------------------------------------------------- | ----------------------------------------------------------- |
| Estádio do Maracanã                                             | Estádio do Pacaembu                                        | Estádio Sete de Setembro                                    |
| 22° 54′ 43.8″ S, 43° 13′ 48.59″ O / 22.912167°S,43.2301639°O    | 23° 32′ 55.1″ S, 46° 39′ 54.4″ O / 23.548639°S,46.665111°O | 19° 54′ 30″ S, 43° 55′ 4″ O / 19.90833°S,43.91778°O         |
| Capacitat: 199.854                                              | Capacitat: 60.000                                          | Capacitat: 30.000                                           |
|                                                                 |                                                            |                                                             |
| Rio de JaneiroSão PauloBelo HorizonteCuritibaPorto AlegreRecife |                                                            |                                                             |
| Curitiba                                                        | Porto Alegre                                               | Recife                                                      |
| 25° 26′ 22″ S, 49° 15′ 21″ O / 25.43944°S,49.25583°O            | 30° 3′ 42″ S, 51° 13′ 38″ O / 30.06167°S,51.22722°O        | 8° 3′ 46.63″ S, 34° 54′ 10.73″ O / 8.0629528°S,34.9029806°O |
| Estádio Durival de Britto                                       | Estádio dos Eucaliptos                                     | Estádio Ilha do Retiro                                      |
| Capacitat: 10.000                                               | Capacitat: 20.000                                          | Capacitat: 20.000                                           |
|                                                                 |                                                            |                                                             |

## Equips participants

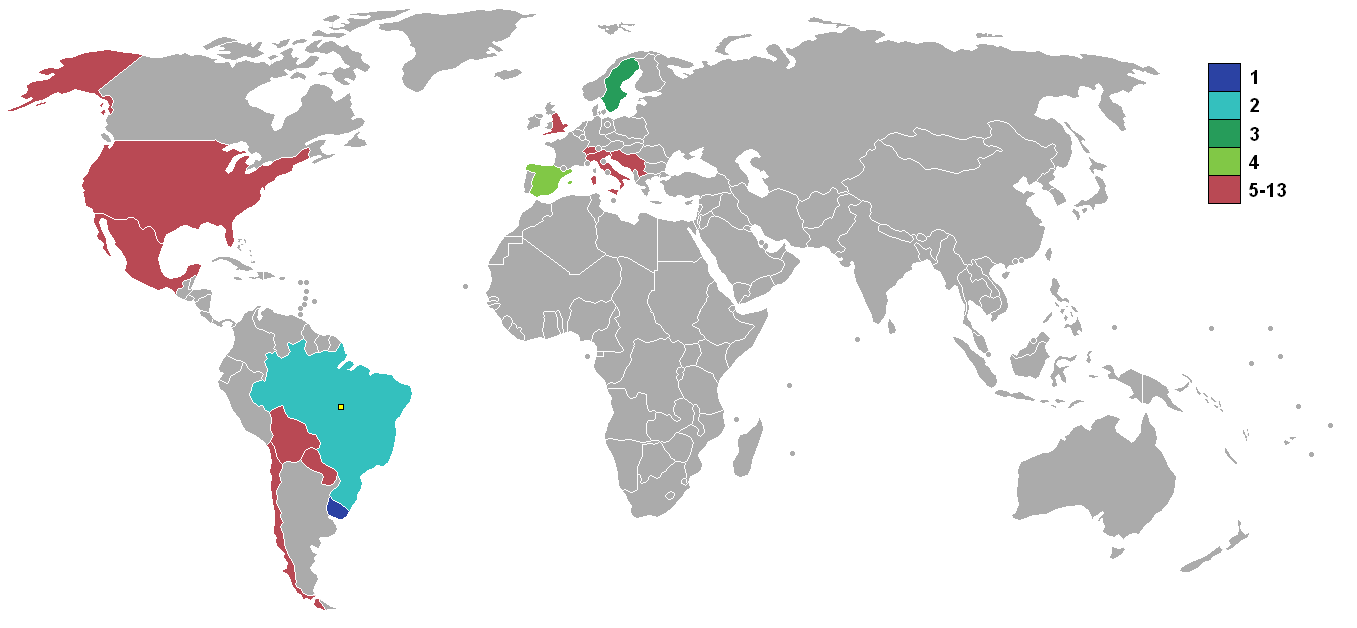
Equips participants

Per a aquest torneig s'hi van inscriure trenta-quatre associacions, tot i que només 29 van prendre part a la fase de classificació. Brasil, com a organitzador, i Itàlia, com a campió de la darrera edició, es classificaren directament.
Alguns països importants no hi prengueren part. Alemanya fou vetada per la Guerra Mundial. Argentina, Àustria, Bèlgica, Birmània, Equador, Filipines, Indonèsia i Perú es retiraren tot i haver-s'hi inscrit. D'altra banda, per primer cop es van inscriure les associacions britàniques, que fins aleshores s'havien mantingut al marge d'aquesta competició.
Un cop classificats, i abans del sorteig de la fase final, dos equips van renunciar a participar-hi: Escòcia (que no volia participar en la Copa del Món si no era campiona britànica, i no ho va aconseguir) i Turquia (que va al·legar raons econòmiques). En el seu lloc, la FIFA va convidar tres seleccions (Portugal, Irlanda i França) que no havien aconseguit classificar-se. Només ho acceptà França.
Després del sorteig dels grups, dues seleccions van negar-se a disputar la fase final: Índia (que va justificar-ho, entre d'altres, pels costos dels desplaçaments i per falta de temps de preparació) i França (que va dir que al grup 4 els tocaria viatjar molt). D'aquesta manera, només 13 seleccions (en lloc de les 16 previstes inicialment) disputaren la fase final. Aquestes 13 seleccions foren (en cursiva, les seleccions debutants):
| Equips participants | Equips participants | Equips participants | Equips participants |
| ------------------- | ------------------- | ------------------- | ------------------- |
| Anglaterra          | Estats Units        | Paraguai            | Xile                |
| Bolívia             | Itàlia              | Suècia              |                     |
| Brasil              | Iugoslàvia          | Suïssa              |                     |
| Espanya             | Mèxic               | Uruguai             |                     |

## Resultats

### Primera fase
El sistema de competició es modificà respecte a la competició anterior. La primera fase es dividí en quatre grups on s'enfrontaren tots contra tots. Els quatre campions de cada grup es classificaren per la ronda final que també es disputà per sistema de grup, tots contra tots.
Tot i que no hi va haver final pròpiament dita, el darrer partit enfrontà als dos millors de la competició, Brasil i Uruguai, pel que sovint és considerada com la final oficiosa del campionat. En aquest partit, disputat al gran estadi de Maracaná, l'Uruguai donà la sorpresa enfront del gran favorit, Brasil. Aquest partit suposà un gran trasbals per als brasilers i va rebre el sobrenom de Maracanaço.

#### Grup 1
| Pos | Equip      | PJ | PG | PE | PP | GF | GC | DG | Pts | Classificació           |
| --- | ---------- | -- | -- | -- | -- | -- | -- | -- | --- | ----------------------- |
| 1   | Brasil     | 3  | 2  | 1  | 0  | 8  | 2  | +6 | 5   | Avança a la segona fase |
| 2   | Iugoslàvia | 3  | 2  | 0  | 1  | 7  | 3  | +4 | 4   |                         |
| 3   | Suïssa     | 3  | 1  | 1  | 1  | 4  | 6  | −2 | 3   |                         |
| 4   | Mèxic      | 3  | 0  | 0  | 3  | 2  | 10 | −8 | 0   |                         |

| Brasil                                    | 4–0     | Mèxic |
| ----------------------------------------- | ------- | ----- |
| Ademir 30', 79' · Jair 65' · Baltazar 71' | Informe |       |

| Iugoslàvia                               | 3–0     | Suïssa |
| ---------------------------------------- | ------- | ------ |
| Mitić 59' · Tomašević 70' · Ognjanov 75' | Informe |        |

| Brasil                    | 2–2     | Suïssa          |
| ------------------------- | ------- | --------------- |
| Alfredo 3' · Baltazar 32' | Informe | Fatton 17', 88' |

| Iugoslàvia                                        | 4–1     | Mèxic          |
| ------------------------------------------------- | ------- | -------------- |
| Bobek 19' · Ž. Čajkovski 22', 62' · Tomašević 81' | Informe | Ortiz 89' (p.) |

| Brasil                  | 2–0     | Iugoslàvia |
| ----------------------- | ------- | ---------- |
| Ademir 4' · Zizinho 69' | Informe |            |

| Suïssa                  | 2–1     | Mèxic       |
| ----------------------- | ------- | ----------- |
| Bader 10' · Antenen 44' | Informe | Casarín 89' |

#### Grup 2
| Pos | Equip        | PJ | PG | PE | PP | GF | GC | DG | Pts | Classificació           |
| --- | ------------ | -- | -- | -- | -- | -- | -- | -- | --- | ----------------------- |
| 1   | Espanya      | 3  | 3  | 0  | 0  | 6  | 1  | +5 | 6   | Avança a la segona fase |
| 2   | Anglaterra   | 3  | 1  | 0  | 2  | 2  | 2  | 0  | 2   |                         |
| 3   | Xile         | 3  | 1  | 0  | 2  | 5  | 6  | −1 | 2   |                         |
| 4   | Estats Units | 3  | 1  | 0  | 2  | 4  | 8  | −4 | 2   |                         |

| Anglaterra                  | 2–0     | Xile |
| --------------------------- | ------- | ---- |
| Mortensen 39' · Mannion 51' | Informe |      |

| Espanya                           | 3–1     | Estats Units |
| --------------------------------- | ------- | ------------ |
| Igoa 81' · Basora 83' · Zarra 89' | Informe | Pariani 17'  |

| Espanya                | 2–0     | Xile |
| ---------------------- | ------- | ---- |
| Basora 17' · Zarra 30' | Informe |      |

| Estats Units | 1–0     | Anglaterra |
| ------------ | ------- | ---------- |
| Gaetjens 38' | Informe |            |

| Espanya   | 1–0     | Anglaterra |
| --------- | ------- | ---------- |
| Zarra 48' | Informe |            |

| Xile                                                      | 5–2     | Estats Units                |
| --------------------------------------------------------- | ------- | --------------------------- |
| Robledo 16' · Cremaschi 32', 60' · Prieto 54' · Riera 82' | Informe | Wallace 47' · Maca 48' (p.) |

#### Grup 3
| Pos | Equip    | PJ | PG | PE | PP | GF | GC | DG | Pts | Classificació            |
| --- | -------- | -- | -- | -- | -- | -- | -- | -- | --- | ------------------------ |
| 1   | Suècia   | 2  | 1  | 1  | 0  | 5  | 4  | +1 | 3   | Avança a la segona fase  |
| 2   | Itàlia   | 2  | 1  | 0  | 1  | 4  | 3  | +1 | 2   |                          |
| 3   | Paraguai | 2  | 0  | 1  | 1  | 2  | 4  | −2 | 1   |                          |
| 4   | Índia    | 0  | 0  | 0  | 0  | 0  | 0  | 0  | 0   | Renuncià a participar-hi |

| Suècia                           | 3–2     | Itàlia                          |
| -------------------------------- | ------- | ------------------------------- |
| Jeppson 25', 68' · Andersson 33' | Informe | Carapellese 7' · Muccinelli 75' |

| Suècia                     | 2–2     | Paraguai                     |
| -------------------------- | ------- | ---------------------------- |
| Sundqvist 17' · Palmér 26' | Informe | López 35' · López Fretes 74' |

| Itàlia                           | 2–0     | Paraguai |
| -------------------------------- | ------- | -------- |
| Carapellese 12' · Pandolfini 62' | Informe |          |

#### Grup 4
| Pos | Equip   | PJ | PG | PE | PP | GF | GC | DG | Pts | Classificació            |
| --- | ------- | -- | -- | -- | -- | -- | -- | -- | --- | ------------------------ |
| 1   | Uruguai | 1  | 1  | 0  | 0  | 8  | 0  | +8 | 2   | Avança a la segona fase  |
| 2   | Bolívia | 1  | 0  | 0  | 1  | 0  | 8  | −8 | 0   |                          |
| 3   | França  | 0  | 0  | 0  | 0  | 0  | 0  | 0  | 0   | Renuncià a participar-hi |

| Uruguai                                                                          | 8–0     | Bolívia |
| -------------------------------------------------------------------------------- | ------- | ------- |
| Míguez 14', 40', 51' · Vidal 18' · Schiaffino 23', 54' · Pérez 83' · Ghiggia 87' | Informe |         |

### Segona fase: Grup final
| Pos | Equip   | PJ | PG | PE | PP | GF | GC | DG  | Pts |
| --- | ------- | -- | -- | -- | -- | -- | -- | --- | --- |
| 1   | Uruguai | 3  | 2  | 1  | 0  | 7  | 5  | +2  | 5   |
| 2   | Brasil  | 3  | 2  | 0  | 1  | 14 | 4  | +10 | 4   |
| 3   | Suècia  | 3  | 1  | 0  | 2  | 6  | 11 | −5  | 2   |
| 4   | Espanya | 3  | 0  | 1  | 2  | 4  | 11 | −7  | 1   |

| Uruguai                  | 2–2     | Espanya         |
| ------------------------ | ------- | --------------- |
| Ghiggia 29' · Varela 73' | Informe | Basora 37', 39' |

| Brasil                                                  | 7–1     | Suècia             |
| ------------------------------------------------------- | ------- | ------------------ |
| Ademir 17', 36', 52', 58' · Chico 39', 88' · Maneca 85' | Informe | Andersson 67' (p.) |

| Brasil                                                                  | 6–1     | Espanya  |
| ----------------------------------------------------------------------- | ------- | -------- |
| Parra 15' (p.p.) · Jair 21' · Chico 31', 55' · Ademir 57' · Zizinho 67' | Informe | Igoa 71' |

| Uruguai                       | 3–2     | Suècia                    |
| ----------------------------- | ------- | ------------------------- |
| Ghiggia 39' · Míguez 77', 85' | Informe | Palmér 5' · Sundqvist 40' |

| Suècia                                    | 3–1     | Espanya         |
| ----------------------------------------- | ------- | --------------- |
| Sundqvist 15' · Mellberg 33' · Palmér 80' | Informe | Telmo Zarra 82' |

| Uruguai                      | 2–1     | Brasil     |
| ---------------------------- | ------- | ---------- |
| Schiaffino 66' · Ghiggia 79' | Informe | Friaça 47' |

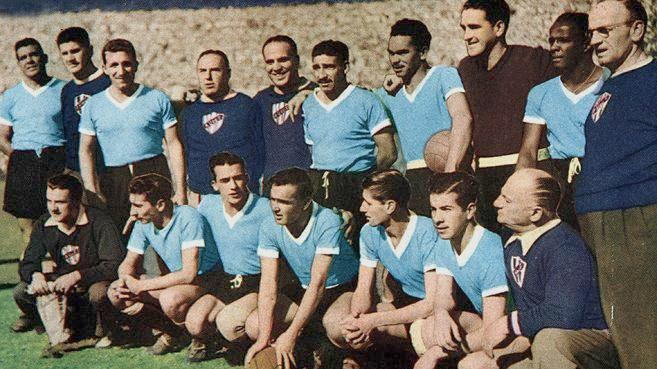
Equip de l'Uruguai del Mundial de 1950.
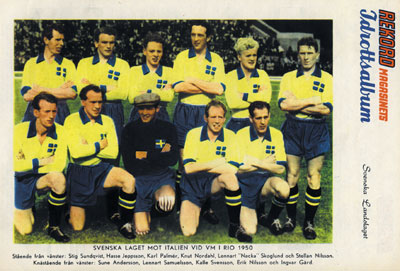
Equip de Suècia del Mundial de 1950.
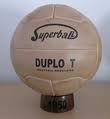
Pilota del Mundial 50.

## Campió
| Guanyador de Copa del Món de Futbol de 1950 |
| ------------------------------------------- |
| · Uruguai · Segon títol                     |

## Classificació final
El 1986, la FIFA va publicar un informe que classificava tots els equips de cada Copa del Món fins a la de 1986, basada en l'actuació a la competició, els resultats generals i la qualitat dels contraris (sense comptar els resultats de repetició). El rànquing del torneig de 1950 era el següent:
| P                           | Equip        | PJ | PG | PE | PP | GF | GC | DG  | Pts. |
| --------------------------- | ------------ | -- | -- | -- | -- | -- | -- | --- | ---- |
| 1                           | Uruguai      | 4  | 3  | 1  | 0  | 15 | 5  | +10 | 7    |
| 2                           | Brasil       | 6  | 4  | 1  | 1  | 22 | 6  | +16 | 9    |
| 3                           | Suècia       | 5  | 2  | 1  | 2  | 11 | 15 | −4  | 5    |
| 4                           | Espanya      | 6  | 3  | 1  | 2  | 10 | 12 | −2  | 7    |
| Eliminats a la primera fase |              |    |    |    |    |    |    |     |      |
| 5                           | Iugoslàvia   | 3  | 2  | 0  | 1  | 7  | 3  | +4  | 4    |
| 6                           | Suïssa       | 3  | 1  | 1  | 1  | 4  | 6  | −2  | 3    |
| 7                           | Itàlia       | 2  | 1  | 0  | 1  | 4  | 3  | +1  | 2    |
| 8                           | Anglaterra   | 3  | 1  | 0  | 2  | 2  | 2  | 0   | 2    |
| 9                           | Xile         | 3  | 1  | 0  | 2  | 5  | 6  | −1  | 2    |
| 10                          | Estats Units | 3  | 1  | 0  | 2  | 4  | 8  | −4  | 2    |
| 11                          | Paraguai     | 2  | 0  | 1  | 1  | 2  | 4  | −2  | 1    |
| 12                          | Mèxic        | 3  | 0  | 0  | 3  | 2  | 10 | −8  | 0    |
| 13                          | Bolívia      | 1  | 0  | 0  | 1  | 0  | 8  | −8  | 0    |

## Golejadors
| 9 gols - [[Fitxer:Flag of Brazil.svg\|23x15px\|border \|alt=Brasil\|link=Selecció de futbol del Brasil\|{{#if:\|]] Ademir 5 gols - [[Fitxer:Flag of Spain (1945–1977).svg\|23x15px\|border \|alt=Espanya\|link=Selecció de futbol d'Espanya\|{{#if:\|]] Estanislau Basora - [[Fitxer:Flag of Uruguay.svg\|23x15px\|border \|alt=Uruguai\|link=Selecció de futbol de l'Uruguai\|{{#if:\|]] Óscar Míguez 4 gols - [[Fitxer:Flag of Brazil.svg\|23x15px\|border \|alt=Brasil\|link=Selecció de futbol del Brasil\|{{#if:\|]] Chico - [[Fitxer:Flag of Spain (1945–1977).svg\|23x15px\|border \|alt=Espanya\|link=Selecció de futbol d'Espanya\|{{#if:\|]] Telmo Zarra - [[Fitxer:Flag of Uruguay.svg\|23x15px\|border \|alt=Uruguai\|link=Selecció de futbol de l'Uruguai\|{{#if:\|]] Alcides Ghiggia 3 gols - [[Fitxer:Flag of Yugoslavia (1946-1992).svg\|23x15px\|border \|alt=República Federal Socialista de Iugoslàvia\|link=Selecció de futbol de Iugoslàvia\|{{#if:\|]] Kosta Tomašević - [[Fitxer:Flag of Uruguay.svg\|23x15px\|border \|alt=Uruguai\|link=Selecció de futbol de l'Uruguai\|{{#if:\|]] Juan Alberto Schiaffino - [[Fitxer:Flag of Sweden.svg\|23x15px\|border \|alt=Suècia\|link=Selecció de futbol de Suècia\|{{#if:\|]] Stig Sundqvist - [[Fitxer:Flag of Sweden.svg\|23x15px\|border \|alt=Suècia\|link=Selecció de futbol de Suècia\|{{#if:\|]] Karl-Erik Palmér | 2 gols - [[Fitxer:Flag of Brazil.svg\|23x15px\|border \|alt=Brasil\|link=Selecció de futbol del Brasil\|{{#if:\|]] Baltazar - [[Fitxer:Flag of Brazil.svg\|23x15px\|border \|alt=Brasil\|link=Selecció de futbol del Brasil\|{{#if:\|]] Jair - [[Fitxer:Flag of Brazil.svg\|23x15px\|border \|alt=Brasil\|link=Selecció de futbol del Brasil\|{{#if:\|]] Zizinho - [[Fitxer:Flag of Switzerland.svg\|23x16px\|border \|alt=Suïssa\|link=Selecció de futbol de Suïssa\|{{#if:\|]] Jacques Fatton - [[Fitxer:Flag of Yugoslavia (1946-1992).svg\|23x15px\|border \|alt=República Federal Socialista de Iugoslàvia\|link=Selecció de futbol de Iugoslàvia\|{{#if:\|]] Željko Čajkovski - [[Fitxer:Flag of Chile.svg\|23x15px\|border \|alt=Xile\|link=Selecció de futbol de Xile\|{{#if:\|]] Atilio Cremaschi - [[Fitxer:Flag of Sweden.svg\|23x15px\|border \|alt=Suècia\|link=Selecció de futbol de Suècia\|{{#if:\|]] Hasse Jeppson - [[Fitxer:Flag of Sweden.svg\|23x15px\|border \|alt=Suècia\|link=Selecció de futbol de Suècia\|{{#if:\|]] Sune Andersson - [[Fitxer:Flag of Italy.svg\|23x15px\|border \|alt=Itàlia\|link=Selecció de futbol d'Itàlia\|{{#if:\|]] Riccardo Carapellese | 1 gol - [[Fitxer:Flag of Brazil.svg\|23x15px\|border \|alt=Brasil\|link=Selecció de futbol del Brasil\|{{#if:\|]] Alfredo - [[Fitxer:Flag of Brazil.svg\|23x15px\|border \|alt=Brasil\|link=Selecció de futbol del Brasil\|{{#if:\|]] Maneca - [[Fitxer:Flag of Brazil.svg\|23x15px\|border \|alt=Brasil\|link=Selecció de futbol del Brasil\|{{#if:\|]] Friaça - [[Fitxer:Flag of Yugoslavia (1946-1992).svg\|23x15px\|border \|alt=República Federal Socialista de Iugoslàvia\|link=Selecció de futbol de Iugoslàvia\|{{#if:\|]] Tihomir Ognjanov - [[Fitxer:Flag of Yugoslavia (1946-1992).svg\|23x15px\|border \|alt=República Federal Socialista de Iugoslàvia\|link=Selecció de futbol de Iugoslàvia\|{{#if:\|]] Stjepan Bobek - [[Fitxer:Flag of Mexico.svg\|23x15px\|border \|alt=Mèxic\|link=Selecció de futbol de Mèxic\|{{#if:\|]] Héctor Ortiz - [[Fitxer:Flag of Mexico.svg\|23x15px\|border \|alt=Mèxic\|link=Selecció de futbol de Mèxic\|{{#if:\|]] Horacio Casarín - [[Fitxer:Flag of Switzerland.svg\|23x16px\|border \|alt=Suïssa\|link=Selecció de futbol de Suïssa\|{{#if:\|]] René Bader - [[Fitxer:Flag of Switzerland.svg\|23x16px\|border \|alt=Suïssa\|link=Selecció de futbol de Suïssa\|{{#if:\|]] Jean Tamini - [[Fitxer:Flag of England.svg\|23x15px\|border \|alt=Anglaterra\|link=Selecció de futbol d'Anglaterra\|{{#if:\|]] Stan Mortensen - [[Fitxer:Flag of England.svg\|23x15px\|border \|alt=Anglaterra\|link=Selecció de futbol d'Anglaterra\|{{#if:\|]] Wilf Mannion - [[Fitxer:U.S. flag, 48 stars.svg\|23x15px\|border \|alt=Estats Units d'Amèrica\|link=Selecció de futbol dels Estats Units\|{{#if:\|]] Joe Gaetjens - [[Fitxer:U.S. flag, 48 stars.svg\|23x15px\|border \|alt=Estats Units d'Amèrica\|link=Selecció de futbol dels Estats Units\|{{#if:\|]] Joe Maca | - [[Fitxer:U.S. flag, 48 stars.svg\|23x15px\|border \|alt=Estats Units d'Amèrica\|link=Selecció de futbol dels Estats Units\|{{#if:\|]] Gino Pariani - [[Fitxer:U.S. flag, 48 stars.svg\|23x15px\|border \|alt=Estats Units d'Amèrica\|link=Selecció de futbol dels Estats Units\|{{#if:\|]] Frank Wallace - [[Fitxer:Flag of Chile.svg\|23x15px\|border \|alt=Xile\|link=Selecció de futbol de Xile\|{{#if:\|]] George Robledo - [[Fitxer:Flag of Chile.svg\|23x15px\|border \|alt=Xile\|link=Selecció de futbol de Xile\|{{#if:\|]] Fernando Riera - [[Fitxer:Flag of Chile.svg\|23x15px\|border \|alt=Xile\|link=Selecció de futbol de Xile\|{{#if:\|]] Andrés Prieto - [[Fitxer:Flag of Italy.svg\|23x15px\|border \|alt=Itàlia\|link=Selecció de futbol d'Itàlia\|{{#if:\|]] Ermes Muccinelli - [[Fitxer:Flag of Italy.svg\|23x15px\|border \|alt=Itàlia\|link=Selecció de futbol d'Itàlia\|{{#if:\|]] Egisto Pandolfini - [[Fitxer:Flag of Paraguay.svg\|23x15px\|border \|alt=Paraguai\|link=Selecció de futbol del Paraguai\|{{#if:\|]] Atilio López - [[Fitxer:Flag of Paraguay.svg\|23x15px\|border \|alt=Paraguai\|link=Selecció de futbol del Paraguai\|{{#if:\|]] César López - [[Fitxer:Flag of Uruguay.svg\|23x15px\|border \|alt=Uruguai\|link=Selecció de futbol de l'Uruguai\|{{#if:\|]] Ernesto Vidal - [[Fitxer:Flag of Uruguay.svg\|23x15px\|border \|alt=Uruguai\|link=Selecció de futbol de l'Uruguai\|{{#if:\|]] Julio Pérez - [[Fitxer:Flag of Uruguay.svg\|23x15px\|border \|alt=Uruguai\|link=Selecció de futbol de l'Uruguai\|{{#if:\|]] Obdulio Varela - [[Fitxer:Flag of Spain (1945–1977).svg\|23x15px\|border \|alt=Espanya\|link=Selecció de futbol d'Espanya\|{{#if:\|]] Silvestre Igoa - [[Fitxer:Flag of Sweden.svg\|23x15px\|border \|alt=Suècia\|link=Selecció de futbol de Suècia\|{{#if:\|]] Bror Mellberg |